# Маннит

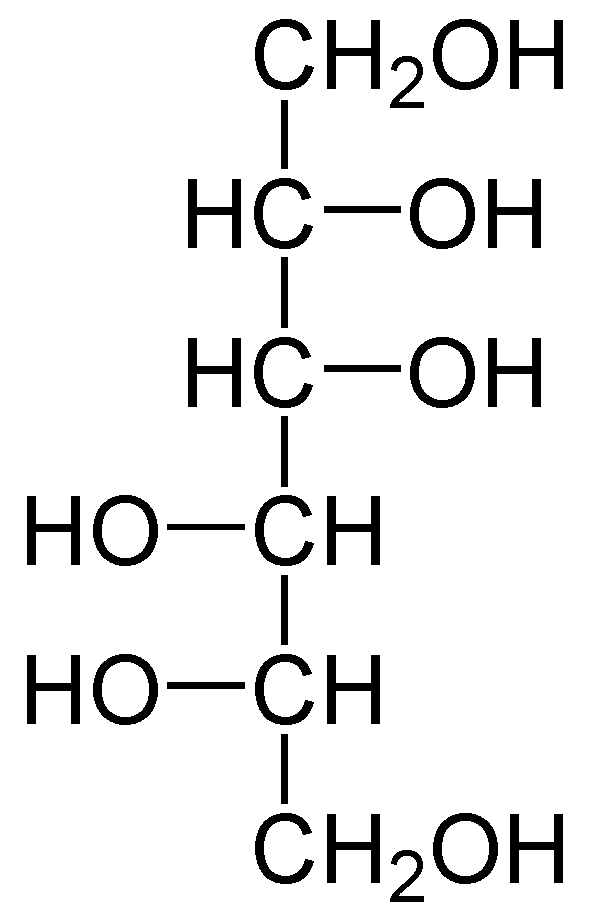
Маннит

Манни́т — шестиатомный спирт — альдит, бесцветные кристаллы, сладкие на вкус, хорошо растворим в воде. Содержится во многих растениях.
Маннит и его производные применяют для получения поверхностно-активных веществ, олиф, смол, лаков, взрывчатых веществ, а также в пищевой промышленности (пищевая добавка Е421), парфюмерии.
В промышленных масштабах маннит 3 получают восстановлением фруктозы 2 (вместе с сорбитом 1):

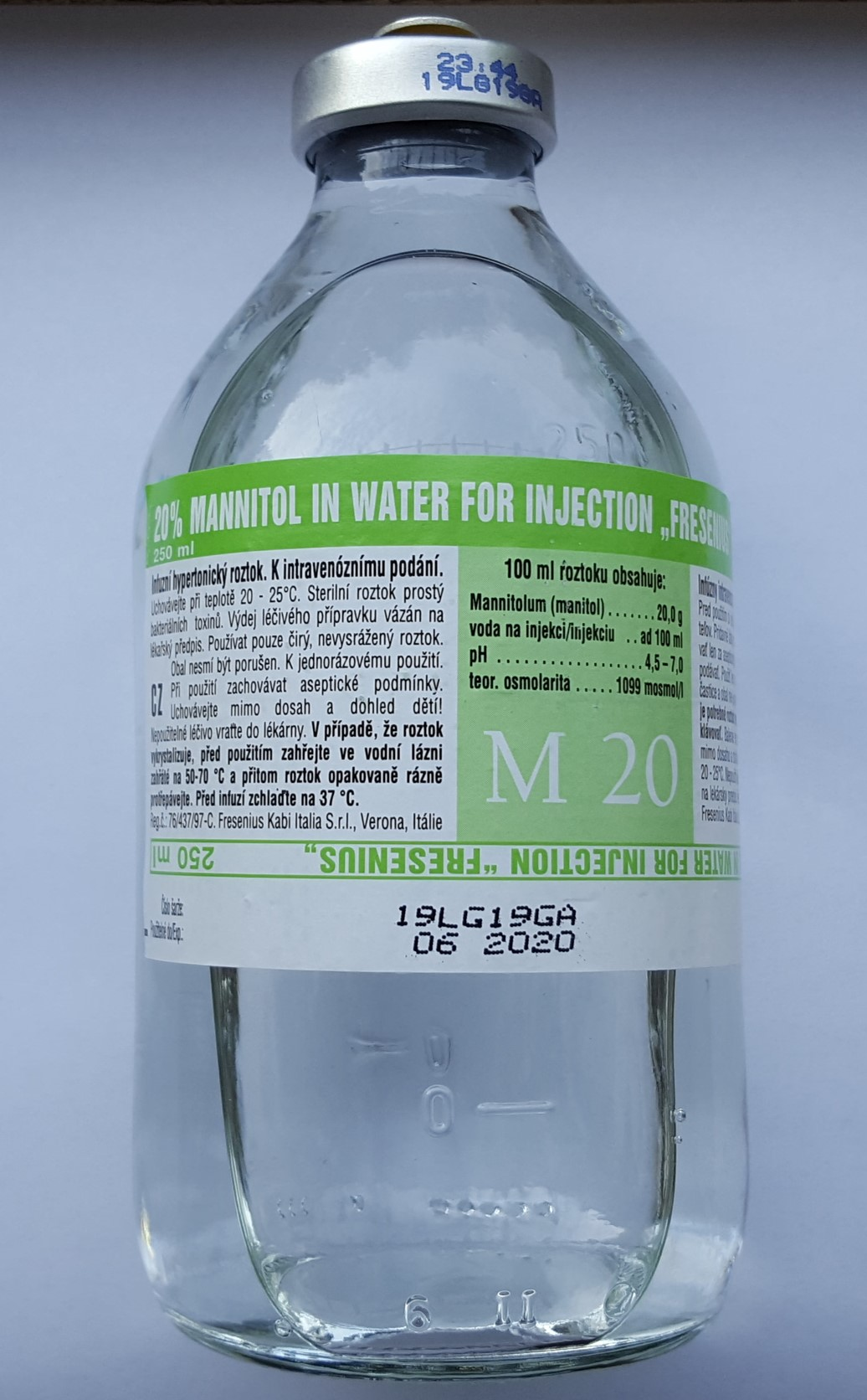
Флакон со 100 мл 20 % раствора маннитола для внутривенной инфузии в качестве осмотического диуретика (1099 мОсм/л)

Маннит в пищевой промышленности используется как подсластитель, а также как добавка, препятствующая образованию комков в молочных и других продуктах. Может вызывать расстройство желудка. Используется в жевательных резинках, считается, что в больших количествах вреден для зубов. Суточная норма — не более 20 г.
Маннит, наряду с ламинарином, является сахароспиртом и продуктом фотосинтеза бурых водорослей.

Образует игольчатые кристаллы (смотри данные для выращивания)